# ジャパンスーパークロス
ジャパンスーパークロスはかつて開催されていた、スタジアムを舞台とするモトクロスである「スーパークロス」の日本大会。

## 概要
1982年から1999年まで開催された。
スーパークロスの本場であるアメリカのスターも多く来日した。1986年大会ではAMAモトクロス125cc王者のロン・ラシーンが来日するはずだったが、東京国際空港でマリファナ所持により彼が逮捕され、強制送還されるという一幕があった。
2018年11月3日にFIM公認イベントとしてお台場で20年ぶりに復活する予定であったが、台風の接近により中止になっている。

## 優勝者
| 開催日         | 開催地                                  | クラス | ライダー                             |
| -------------- | --------------------------------------- | ------ | ------------------------------------ |
| 1982年         | 後楽園球場                              | 250    | リック・ジョンソン（ヤマハ）         |
| 1983年         | 皇子山球場                              | 250    | リック・ジョンソン（ヤマハ）         |
| 1984年         | 川崎球場                                | 250    | ブロック・グローバー（ヤマハ）       |
| 1985年         | 大阪南港特設会場                        | 250    | リック・ジョンソン（ホンダ）         |
| 1986年11月30日 | 後楽園球場                              | 250    | リック・ジョンソン（ホンダ）         |
| 1987年11月29日 | 神宮球場                                | 250    | リック・ジョンソン（ホンダ）         |
| 1988年11月13日 | 阪急西宮球場                            | 250    | デイモン・ブラッドショー（ヤマハ）   |
| 1988年11月20日 | 神宮球場                                | 250    | ジェフ・ワード（カワサキ）           |
| 1989年11月12日 | 大阪スタヂアム                          | 250    | デイモン・ブラッドショー（ヤマハ）   |
| 1989年11月19日 | 神宮球場                                | 250    | ジャン・ミッシェル・バイル（ホンダ） |
| 1990年11月11日 | 阪急西宮球場                            | 250    | デイモン・ブラッドショー             |
| 1990年11月18日 | 神宮球場                                | 250    | ジェフ・マタセビッチ（カワサキ）     |
| 1991年11月10日 | 阪急西宮スタジアム （旧・阪急西宮球場） | 250    | ロン・ラシーン（カワサキ）           |
| 1991年12月1日  | 神宮球場                                | 250    | ジェフ・スタントン（ホンダ）         |
| 1992年11月8日  | 阪急西宮スタジアム                      | 250    | マイク・キドラウスキー（カワサキ）   |
| 1992年11月28日 | 神宮球場                                | 250    | ジェレミー・マクグラス（ホンダ）     |
| 1992年11月29日 | 神宮球場                                | 250    | ジェフ・スタントン（ホンダ）         |
| 1993年11月14日 | 阪急西宮スタジアム                      | 250    | ブライアン・スウィンク（スズキ）     |
| 1993年11月27日 | 神宮球場                                | 250    | マイク・ラロッコ（カワサキ）         |
| 1993年11月28日 | 神宮球場                                | 250    | ジェフ・スタントン（ホンダ）         |
| 1994年10月23日 | 福岡ドーム                              | 250    | マイク・ラロッコ（カワサキ）         |
| 1994年10月23日 | 福岡ドーム                              | 125    | デイモン・ハフマン（スズキ）         |
| 1994年11月13日 | 阪急西宮スタジアム                      | 250    | スティーブ・ラムソン（ホンダ）       |
| 1994年11月13日 | 阪急西宮スタジアム                      | 125    | マイク・ブラウン（ホンダ）           |
| 1994年11月26日 | 神宮球場                                | 250    | ジェレミー・マクグラス（ホンダ）     |
| 1994年11月26日 | 神宮球場                                | 125    | 高見俊二（カワサキ）                 |
| 1994年11月27日 | 神宮球場                                | 250    | マイク・ラロッコ（カワサキ）         |
| 1994年11月27日 | 神宮球場                                | 125    | 芹沢直樹（ホンダ）                   |
| 1995年11月19日 | 阪急西宮スタジアム                      | 250    | ジェレミー・マクグラス（ホンダ）     |
| 1995年11月25日 | 神宮球場                                | 250    | ジェレミー・マクグラス（ホンダ）     |
| 1995年11月26日 | 神宮球場                                | 250    | ジェレミー・マクグラス（ホンダ）     |
| 1996年11月3日  | 福岡ドーム                              | 250    | ジェフ・エミッグ（カワサキ）         |
| 1996年11月17日 | 阪急西宮スタジアム                      | 250    | ケビン・ウインダム（ヤマハ）         |
| 1996年11月24日 | 千葉マリンスタジアム                    | 250    | グレッグ・アルバーティン（スズキ）   |
| 1997年11月23日 | 千葉マリンスタジアム                    | 250    | エズラ・ラスク（ホンダ）             |
| 1997年11月30日 | 阪急西宮スタジアム                      | 250    | エズラ・ラスク（ホンダ）             |
| 1998年12月19日 | 大阪城ホール                            | 250    | マイク・ラロッコ（ホンダ）           |
| 1998年12月20日 | 大阪城ホール                            | 250    | カイル・ルイス（スズキ）             |
| 1999年12月11日 | 大阪城ホール                            | 250    | ジェレミー・マクグラス（ヤマハ）     |
| 1999年12月12日 | 大阪城ホール                            | 250    | ジェレミー・マクグラス（ヤマハ）     |

## MFJスーパークロス選手権

### 歴代チャンピオン
| 年     | 250      | 125      |
| ------ | -------- | -------- |
| 1994年 | 榎本正則 | 高見俊次 |
| 1995年 | 小橋雅也 | 辻本幸二 |
| 1996年 | 熱田高輝 | 溝口哲也 |
| 1997年 | 熱田孝高 | 加賀真一 |